# Chlorolestes apricans
Chlorolestes apricans är en trollsländeart som beskrevs av Wilmot 1975. Chlorolestes apricans ingår i släktet Chlorolestes och familjen Synlestidae. IUCN kategoriserar arten globalt som starkt hotad. Inga underarter finns listade i Catalogue of Life.